# 蔵出し劇場
蔵出し劇場（くらだしげきじょう）は、NHK BS2で2007年1月8日から2011年3月23日まで放送されていたエンターテインメント番組。2008年3月までは番組タイトルが蔵出しエンターテインメント（くらだしエンターテインメント）だった。

## 概要
NHKがこれまで放送された貴重な番組を紹介する。

### 2007年1月から2009年3月まで
- 案内役は小穴薫。
- 月曜日は「ビッグショー」（1974年～1979年）を紹介。
- 火曜日は2009年1月から3月まで、1986年から10回放送された「NHK特集 大黄河」を紹介。
  - 2008年4月から12月まで、1980年4月から13回、1983年4月から18回放送された「NHK特集 シルクロード」を紹介。
  - 2007年3月までは「藤沢周平ドラマ」。没後10年たった作家藤沢周平のドラマ作品を紹介。
- 水曜日は「月替り特集」。毎月違ったテーマで番組を放送。
  - 2007年3月までは「名人劇場」。名優・歌手・お笑いタレントなどを月ごとに紹介。
  - 2007年4月から2008年11月までは「この人○○ショー」。各界で活躍したゲストのワンマンショーを紹介。

### 2009年4月から2011年3月まで
- 水曜日は「ふたりのビッグショー」（1993年～2003年）を紹介。
- 木曜日は「月替り特集」。

## 放送内容

### 月替り特集（とっておきショータイム）
- 2008年12月、2009年3月 - 「あの日あの時」。毎年年末に放送されるニュースハイライトを紹介。
  - 2008年12月3日 - 1994年
  - 12月17日 - 1995年
  - 12月24日 - 1996年
  - 2009年3月4日 - 1997年
  - 3月11日 - 1998年
  - 3月18日 - 1999年
- 2009年1月、7月、2010年6月3日〜7月8日 - 「レッツゴーヤング」
  - 2009年1月は同番組専属バックダンサー「サンデーズ」出身で、同番組の司会も務めた太川陽介と石川ひとみが案内役。
  - 7月は太川陽介と榊原郁恵が案内役。
  - 2010年6月、7月は太川陽介と石野真子が案内役、全六回放送で、前半三回は渋谷哲平、後半三回は日髙のり子をゲストに迎える。
    - 映像サイズはアナログ･デジタルとも4:3であるが、冒頭と終わりにある案内役とゲストが登場するスタジオでの新規収録部分はハイビジョン16:9サイズとなっている。
- 2009年2月、6月、8月、9月、2010年2月、3月、2011年1月6日〜3月23日 - 「あの人からのメッセージ」
- 2009年4月、11月、2010年4月、5月 - 「お笑いオンステージ」
- 2009年5月 - 「NHKスペシャル『始皇帝（THE FIRST EMPEROR）』」（全三回）（6月4日まで）
- 2009年12月、2010年1月 - 「NHKスペシャル『アジア古都物語』」（全六回）
- 2010年7月29日〜9月9日 - 「この人○○ショー」

### 過去の放送内容

#### ビッグショー
番組内容は「ビッグショー」を参照。ただし、本放送時と放送順等は同一ではない。

#### 「この人○○ショー」
番組内容は「この人○○ショー」を参照。ただし、本放送時と放送順等は同一ではない。

#### シルクロード
各回番組は「NHK特集 シルクロード」を参照。

#### 大黄河
各回番組は「NHK特集 大黄河」を参照。

## 放送時間
- 2007年1月から2009年3月まで、毎週月曜日～水曜日　19：45 - 20：32
- 2009年4月から2011年3月まで、毎週水曜日・木曜日　18：00 - 18：45